# Assesse
Assesse är en kommun i Belgien.   Den ligger i provinsen Namur och regionen Vallonien, i den centrala delen av landet, 70 kilometer sydost om huvudstaden Bryssel. Antalet invånare är 6 647. Assesse gränsar till Profondeville, Yvoir, Namur, Gesves och Hamois. 
Trakten runt Assesse består till största delen av jordbruksmark. Runt Assesse är det ganska tätbefolkat, med 83 invånare per kvadratkilometer.